# Субботина, Варвара Максимовна
Варвара Максимовна Субботина (род. 21 марта 2001, Москва) — российская спортсменка, выступающая в синхронном плавании. Четырёхкратная чемпионка мира, трёхкратная чемпионка Европы. Выступает в соло, дуэте и в групповых упражнениях. Заслуженный мастер спорта России (2017).

## Биография
Родилась 21 марта 2001 года в Москве. Начала заниматься синхронным плаванием у Анастасии Давыдовой, позже перешла к Татьяне Данченко.

## Карьера
На взрослом уровне дебютировала в сборной России в 2017 году на чемпионате мира в составе команды, выступающей в групповых упражнениях. Завоевав две золотые медали, она была удостоена звания «Заслуженный мастер спорта России».
В 2018 году на чемпионате Европы впервые стала чемпионкой (двукратной) в дуэте вместе со Светланой Колесниченко, заменив пропускавшую сезон из-за рождения ребёнка Светлану Ромашину.
В мае 2021 года на чемпионате Европы по водным видам спорта, который проходил в Венгрии в Будапеште, Варвара в произвольной программе солисток завоевала золотую медаль и стала трёхкратной чемпионкой Европы.
В апреле 2024 года Варвара завершила спортивную карьеру.